# 1390

## Události
- mor v českých zemích

## Narození
České země
- ? – Prokop Písař, český spisovatel a písař Nového Města pražského († asi 1482)

#### Svět
- 27. prosince – Anna z Mortimeru, hraběnka z Cambridge († 1411)
- 3. října – Humphrey z Lancasteru, vévoda z Gloucesteru a hrabě z Pembroke († 1447)
- listopad – Eliška Zhořelecká, vládnoucí lucemburská vévodkyně († 1451)
- ? – Robert z Baru, hrabě z Marle a Soissons († 1415)
- ? – Petr I. Lucemburský, hrabě z Brienne, Conversana a Saint-Pol († 31. srpna 1433)
- ? – Anna Brunšvická, vévodkyně rakouská a tyrolská († 1432)
- ? – Matylda Savojská, falcká kurfiřtka († 1438)
- ? – Moctezuma I., aztécký vládce († 1469)
- ? – Vlad II. Dracul, valašský kníže († 1447)

## Úmrtí
České země
- 4. března – Oldřich I. z Rožmberka, český šlechtic (* ?)
- květen – Mikuláš z Rakovníka, český teolog a kazatel (* ?)
- ? – Jindřich Náz, písař v královské kuchyni císaře Karla IV. (* ?)

Svět
- 19. dubna – Robert II., král skotský (* 2. března 1316)
- 16. února – Ruprecht I. Falcký, falcký kurfiřt (* 1309)
- 23. září – Jan I. Lotrinský, lotrinský vévoda (* únor 1346)
- 9. října – Jan I., kastilský král (* 24. srpna 1358)
- Li Šan-čchang, čínský politik sloužící Chung-wuovi, zakladateli a prvnímu císaři říše Ming (* 1314)
- Chvádže Šamsuddín Muhammad Háfiz, perský lyrický básník (* asi 1320)
- Hedvika Zaháňská, polská královna jako manželka Kazimíra III. (* ?)

## Hlavy států
- České království – Václav IV.
- Moravské markrabství – Jošt Moravský
- Svatá říše římská – Václav IV.
- Papež – Bonifác IX. a Klement VII. (vzdoropapež)
- Anglické království – Richard II.
- Francouzské království – Karel VI. Šílený
- Polské království – Hedvika z Anjou a Vladislav II. Jagello
- Uherské království – Zikmund Lucemburský
- Litevské knížectví – Vladislav II. Jagello
- Byzantská říše – Jan V. Palaiologos